# Saint John Plantation
St. John Plantation (también, Saint John Plantation) es una plantación situada en el condado de Aroostook, Maine, Estados Unidos. Tiene una población estimada, a mediados de 2022, de 265 habitantes.

## Geografía
Está ubicada en las coordenadas 47°09′39″N 68°43′52″O / 47.16083, -68.73111 (47.160789, -68.731119). Según la Oficina del Censo, tiene una superficie total de 133.4 km², de los cuales 130.2 km² corresponden a tierra firme y 3.2 km² están cubiertos de agua.

## Demografía
Según el censo de 2020, en ese momento había 263 personas residiendo en la localidad. La densidad de población era de 2.0 hab./km². El 91.6% de los habitantes eran blancos, el 2.7% eran amerindios, el 0.4% era asiático y el 5.3% eran de una mezcla de razas. Del total de la población, el 1.90% eran hispanos o latinos de cualquier raza.